# 加沙—以色列隔离墙

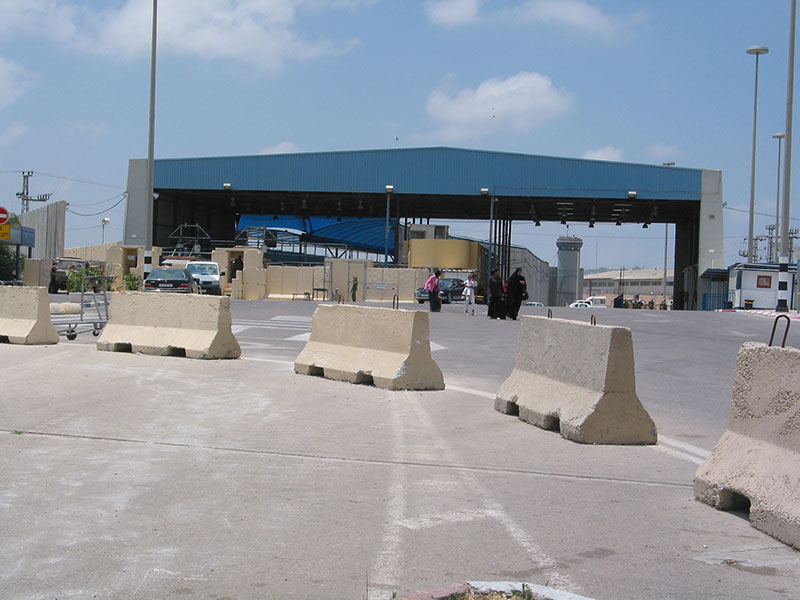
埃雷茲口岸

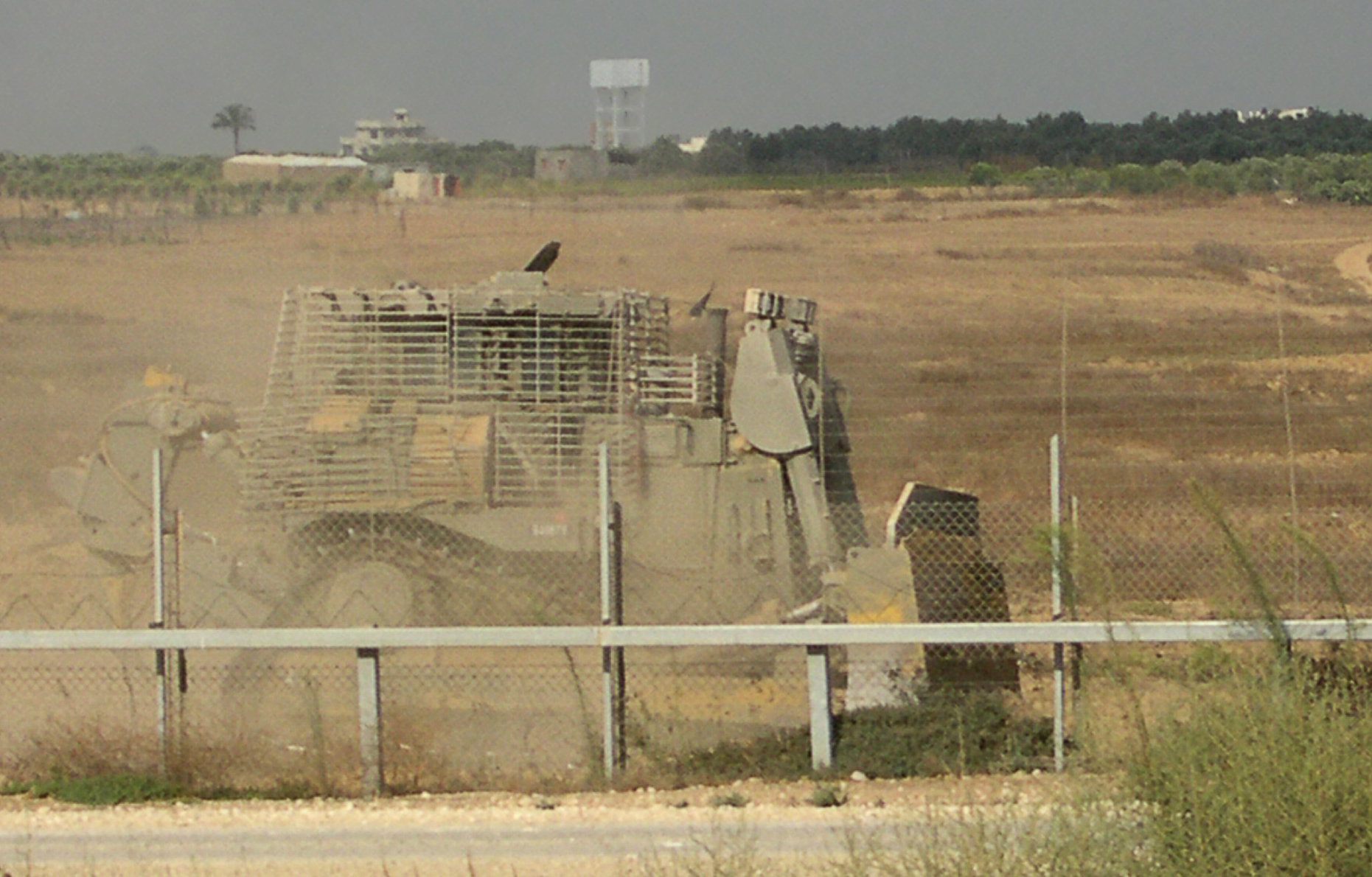
以色列軍方的IDF Caterpillar D9裝甲推土機在邊界的加沙側掃雷

加沙—以色列隔离墙，是以色列與加薩走廊的邊界上的隔離围牆。此邊界上僅有兩座口岸，北部的埃雷茲口岸是雙方人員與貨運往來的唯一管道；南部的凱雷姆沙洛姆則為加薩走廊與埃及貨運往來的管道，位於加薩、以色列與埃及三方的交會點（以色列不同意貨物通過埃及—加沙邊界直接輸往加薩走廊，故拉法口岸僅用於人員過境）。
以色列於1994年開始建築最初的60公里隔離牆。以色列軍方本在圍牆的加沙側設立寬一公里的緩衝區，以避免加薩走廊的武裝分子進入以色列境內，2005年以色列撤離加沙後加沙的巴勒斯坦人可直接抵達圍牆，對此以色列在管控线上建設強化的安全系統，包括7公尺高並設有感應裝置的圍牆、可遠端控制的機槍與鐵絲網等。建設過程中，徵收附近社區土地以建設圍牆時曾引發爭議 。
埃及—加沙邊界還有一個過境點，即拉法边境口岸，但僅限於人員過境； 根據以色列的要求，任何進入加薩的貨物都必須經過以色列，通常是經由凯雷姆沙洛姆口岸。

## 政治背景
1993年，以色列和巴勒斯坦解放組織簽署了第一份《奧斯陸協議》，建立巴勒斯坦民族权力机构，對約旦河西岸和加薩走廊進行有限的行政控制。 根據協議，以色列繼續保持對加薩地帶領空、陸地邊界（除2005年被以色列放棄的加薩與埃及邊界外）和领海的控制。
2005年，以色列單方面從加薩走廊撤軍，並撤出數千名以色列定居者。 以色列因此聲稱已經結束佔領。 然而，這一說法受到了質疑，因為儘管加薩不是以色列的一部分，而且加沙人沒有以色列護照，但以色列繼續對加薩的領海和領空行使控制權。

## 加薩的回應
加薩走廊的巴勒斯坦人反對加沙－以色列管控线的圍牆。
2000年9月阿克薩群眾起義開始時，該隔离墙大部分被巴勒斯坦人拆除，隨後發生了許多恐怖攻擊。 2000年12月至2001年6月期間重建了隔离墙。除了新的高科技觀察哨外，還增加了一個一公里的緩衝區。 以色列士兵們也獲得了新的交戰規則，  據《國土報》報道，該規則允許士兵向任何在夜間非法爬入以色列領土的人開槍。 試圖偷偷越過隔離牆進入以色列的巴勒斯坦人被槍殺。
該隔离墙有效阻止恐怖分子和自殺式炸彈襲擊者從加薩進入以色列。 自1996年以來，幾乎所有試圖離開加沙的自殺式炸彈襲擊者都在隔離牆的過境點引爆了炸藥，並在試圖穿越其他地方的隔離牆時被攔截。 從1994年到2004年，一名來自加沙地帶的自殺式炸彈襲擊者成功地在以色列發動了襲擊（2004年3月14日在阿什杜德）。
隔離牆的有效性促使巴勒斯坦武裝分子改變策略，他們開始向隔離牆發射卡薩姆火箭和迫擊砲彈。
2008年12月27日，以色列發動加沙戰爭，包括對加沙走廊目標進行空襲和地面入侵，其既定目標是阻止火箭發射和武器走私進入該領土。 戰爭於2009年1月18日結束，雙方停止軍事行動。 以色列於1月21日完成撤軍， 此後數千枚火箭和迫擊砲彈從加沙走廊被發射。

### 隔离墙下的地道和反地道圍牆
巴勒斯坦人曾在牆下興築地道以滲透進入以色列，對此以色列建造反地道圍牆加以反制。
在2023年10月加沙—以色列衝突中此圍牆被哈马斯攻破，令以色列南部区有1000名以上以色列人及外國人被殺，另外有200多人被綁架至加沙地带。

## 参見
- 以色列—哈馬斯戰爭, 2003年
- 2018—2019年加沙边境抗议事件
- 埃及—加沙邊界隔离墙（英语：Egypt–Gaza barrier）
- 以色列約旦河西岸隔離牆
- 巴列夫防线
- 內蓋夫 (以色列)